# Anton Drexler (Architekt)

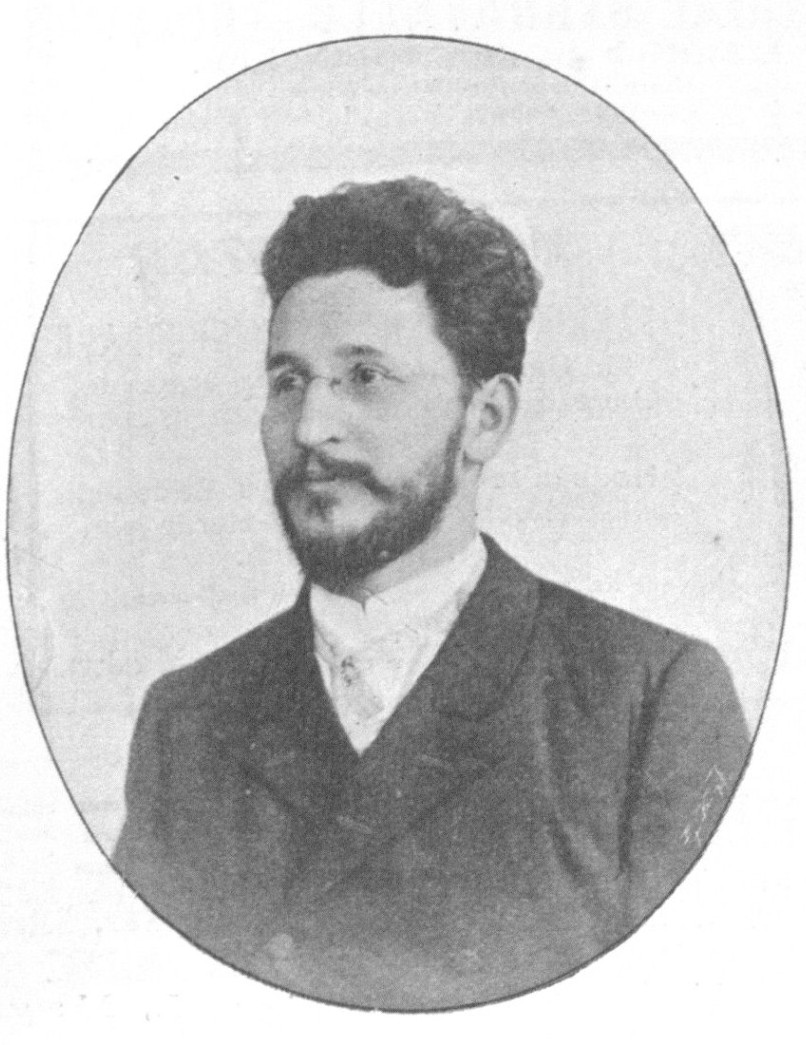
Anton Drexler im Jahre 1901

Anton Drexler (* 2. Juli 1858 in Wien; † 29. Januar 1940 ebenda) war ein österreichischer Architekt.

## Leben
Anton Drexler besuchte das humanistische Gymnasium im böhmischen Taus, wohin er aus finanziellen Gründen zu seinem gutsituierten Onkel geschickt worden war. Danach studierte er von 1876 bis 1879 an der Akademie der bildenden Künste Wien bei Theophil von Hansen. Eine Studienreise mit seinem Lehrer führte ihn nach Italien. 1880 wurde Drexler Mitarbeiter im Architekturbüro von Adolf Feszty in Budapest, wodurch er einflussreiche Persönlichkeiten kennenlernte, die ihm nützlich werden sollten. 1873 kehrte er nach Wien zurück und trat in die Firma seines Bruders Josef Drexler ein, in der er kurz darauf auch Teilhaber wurde. Die Firma Brüder Drexler konnte in den folgenden Jahren eine äußerst erfolgreiche Tätigkeit in Wien und den Ländern der Donaumonarchie entfalten. 1912 wurde die Zusammenarbeit aber wegen Unstimmigkeiten beendet, wodurch die Karriere beider Brüder im Wesentlichen beendet wurde. Von Anton Drexler stammen aus späterer Zeit nur noch zwei Gemeindebauten für die Stadt Wien.

## Bedeutung
Anton Drexler war zusammen mit seinem Bruder einer der produktivsten und damit wichtigeren Architekten Wiens um die Jahrhundertwende. Der Schwerpunkt ihrer Tätigkeit lag beim Wohnhausbau, allerdings errichteten sie auch diverse öffentliche Gebäude. Zunächst dem Historismus mit neobarockem Dekor verpflichtet, traten um 1910 secessionistische Formen auf, gelegentlich auch der Heimatstil.

## Werke

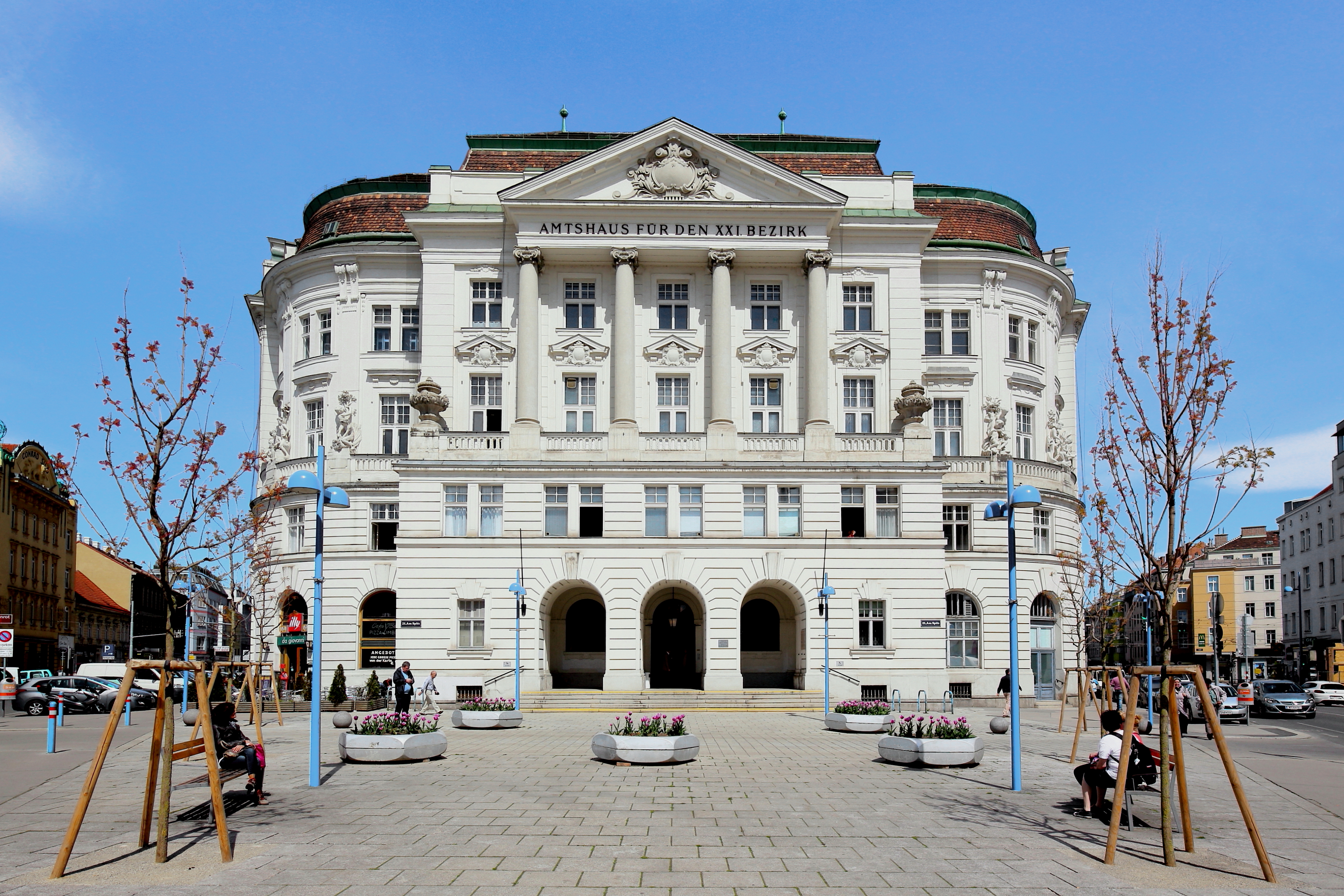
Amtshaus Floridsdorf (1901–1903) von Josef und Anton Drexler

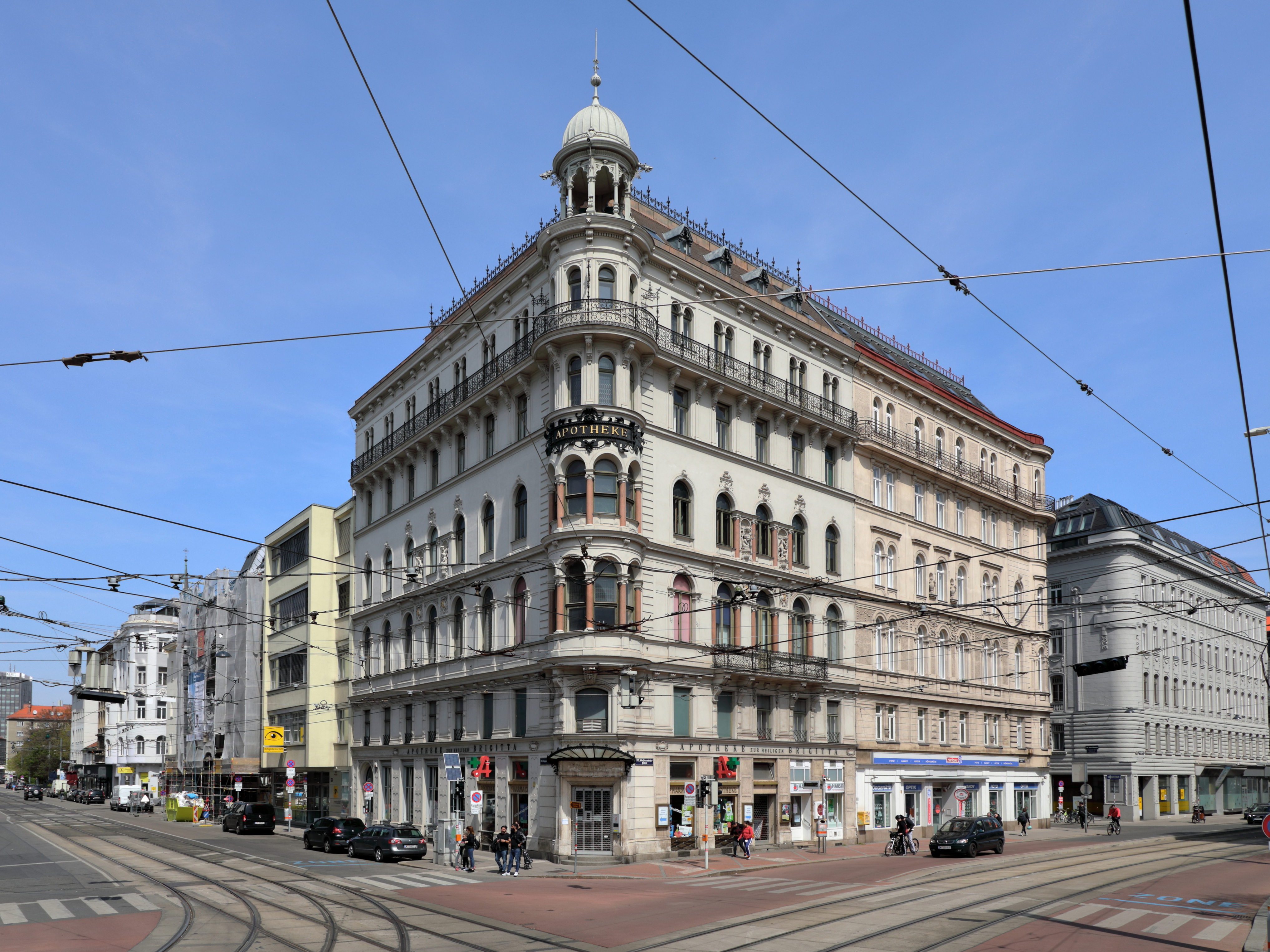
Miethaus am Wallensteinplatz bzw. „Apothekerhaus zur hl. Brigitta“ (1894) von Josef und Anton Drexler

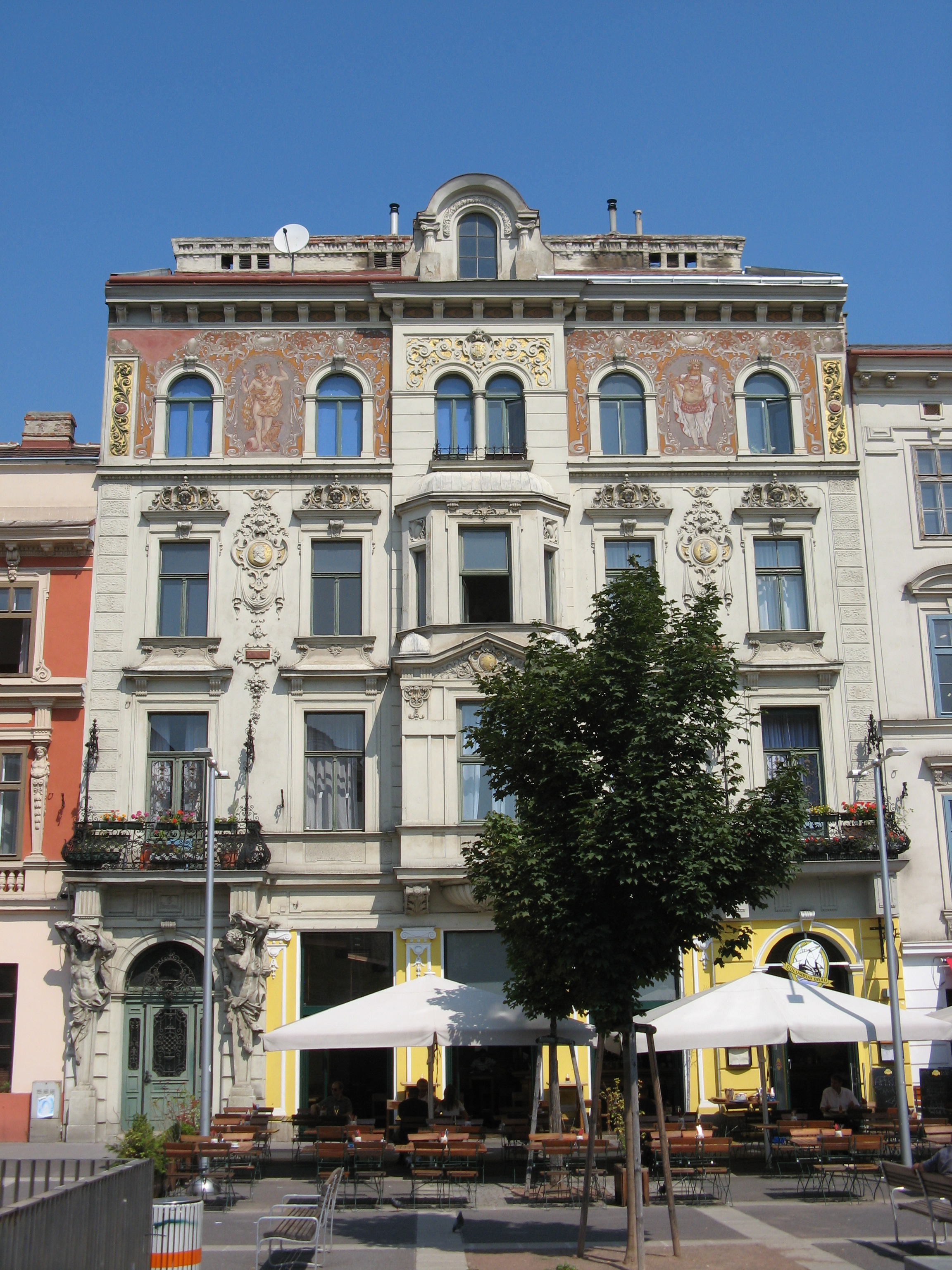
Columbushof (1892), Wien 10, von Josef und Anton Drexler

- Gemeindeamt, Bezirksgericht und Sparkassa, Haugsdorf (1885–1886)
- Landwehr-Kavallerie-Kaserne, Stockerau (1886–1889)
- Galopprennbahn Freudenau, Wien 2 (1885–1887)
- Pferdetrainier-Anstalt und Wohngebäude, Schönfeld-Lassee (1886–1888)
- Rathaus, Feldsberg (1887–1888)
- Gemeindeamt und Sparkassa, Joslowitz (1889–1890)
- Wohnhaus, Josefsgasse 11, Wien 8 (1892)
- Miethaus Columbus-Hof, Columbusplatz 6, Wien 10 (1892)
- Zirkus Busch, Wien 2 (1892)[1]
- Polytechnische Schule, Laa an der Thaya (1893–1894)
- Miethaus, Wallensteinplatz 2, Wien 20 (1894)
- Karl Meissl'sches Stiftungshaus, Castellezgasse 2, Wien 2 (vor 1894)
- Knaben-Volks- und Bürgerschule, Krumau (1895)
- Rathaus mit Sparkassa, Taus (1895)
- Volks- und Bürgerschule, Auscha (1895)
- Volks- und Bürgerschule, Lundenburg (1896)
- Kaiser Franz Josef-Gymnasium, Mährisch-Schönberg (1896–1897)
- Wohnhaus, Schanzstraße 37, Wien 14 (1897)
- Villa Dr. A. Karger, Sarmingstein (1898)
- Palais Primavesi, Mährisch-Schönberg (1898)
- Kaiser Franz Josef-Jubiläumsschule, Deublergasse 21, Wien 21 (1898–1899)
- Wiener Molkerei, Molkereistraße 1, Wien 2 (1898–1901)
- Wohn- und Geschäftshaus, Lerchenfelder Straße 16, Wien 8 (vor 1898)
- Miethaus, Schönbrunner Straße 119–121, Wien 5 (vor 1899)
- Miethaus, Kochgasse 3–5, Wien 8 (1899)
- Wohn- und Geschäftshaus Zum Walfisch, Kellermanngasse 1–3, Wien 7 (1900)
- Miethaus, Matthäusgasse 8, Wien 3 (1901)
- Rathaus Floridsdorf, Am Spitz 1, Wien 21 (1901–1903)
- Wohnhauskomplex, Christophgasse 4, 6 und Bräuhausgasse 43, Wien 5 (1902)
- Straßenhof, Radetzkystraße 25–27, Wien 3 (1905)
- Villa Kemenovic, Stockerauer Straße 45, Korneuburg (1905)
- Miethäuser, Rudolf-von-Alt-Platz 4, 5, 7, Wien 3 (1906–1911)
- Ehemalige Poststation Rendevouz, Brünner Straße 311, Wien 21 (1908)
- Palais des Beaux Arts, Löwengasse 47–47a, Wien 3 (1908–1909)
- Miethaus und Sparkassa, Gatterburggasse 23, Wien 19 (1908–1909)
- Miethaus, Gatterburggasse 25, Wien 19 (1908–1909)
- Miethaus, Weißgerberlände 52, Wien 3 (1909)
- Wiener Trabrennverein, Krieau (1910)
- Miethaus, Weißgerberlände 50, Wien 3 (1910)
- Miethaus, Dampfschiffstraße 20, Wien 3 (1911)
- Miethaus, Untere Weißgerberstraße 49–51, Wien 3 (1911)
- Miethaus, Franzensbrückenstraße 16, Wien 2 (1912)
- Miethaus, Zirkusgasse 36, Wien 2 (1912)
- Wohnhaus, Krottenbachstraße 1, Wien 19 (1912)
- Miethaus, Osterleitengasse 2, Wien 19 (1912)
- Wohnhausanlage der Gemeinde Wien, Cervantesgasse 8–14, Wien 14 (1925), zusammen mit Rudolf Sowa
- Wohnhausanlage der Gemeinde Wien, Kafkastraße 11, Wien 2 (1932)